# 泉州黄氏民居
泉州黄氏民居，位于中国福建省泉州市鲤城区鲤中街道和平社区，是黄氏聚族而居的宅第，坐北朝南，占地面积528.67平方米。有两座三大进三开间带双护厝、书房、花园等建筑；内有“探花”、“进士”、“忠勤正直”等清代匾额和古树古木奇石等。2009年11月16日公布为第七批福建省文物保护单位。